# Esteio
Esteio es un municipio brasileño del estado de Río Grande del Sur. Su población estimada en 2003 era de 82.110 habitantes.
Esteio se halla a una altitud de 29 metros sobre el nivel del mar, con una latitud de 29° 50' 10 Sur y una longitud de 51° 09' 15 Oeste. Es un municipio pequeño, con apenas 27,5 km² de superficie, está localizado a 16 kilómetros de la capital del estado, Porto Alegre, formando parte de la región metropolitana de Porto Alegre.
La ciudad es atravesada por la ruta BR-116 y por las vías férreas; a orillas del río dos Sinos. Limita con los municipios de Canoas, Sapucaia do Sul, Gravataí, Cachoerinha y Nova Santa Rita.
Lo más destacable del municipio es el "Parque de Exposiciones Assis Brasil", en donde ocurren los mayores eventos de la ciudad, como la Expointer, la Multiferia y otros eventos de gran tamaño.
- Datos: Q958661
- Multimedia: Esteio / Q958661